# 第二次永豐戰鬥
永豐戰鬥發生於1926年9月29日，地點則是在中國贛東一帶，是國民革命軍北伐戰爭的戰鬥之一。永豐戰鬥的交戰雙方，一方為國民革命軍，另一方為中央二師。

## 參看
- 中華民國北洋政府時期內戰戰鬥列表